# Two Paths
Two Paths är det finländska folk/melodisk death metal-bandet Ensiferums sjunde studioalbum, utgivet i september 2017 på Metal Blade Records och i Japan på Chaos Reigns.
En musikvideo spelades in till "Way of the Warrior".
Two Paths är bandets första och enda album med Netta Skog.

## Låtlista
1. "Ajattomasta unesta" – 2:12
2. "For Those About to Fight for Metal" – 5:17
3. "Way of the Warrior" – 3:57
4. "Two Paths" – 4:48
5. "King of Storms" – 5:16
6. "Feast with Valkyries" – 4:08
7. "Don't You Say" – 3:39
8. "I Will Never Kneel" – 5:00
9. "God Is Dead" – 4:15
10. "Hail to the Victor" – 5:10
11. "Unettomaan aikaan" – 2:14
12. "God Is Dead" (alternative version) – 3:55
13. "Don't You Say" (alternative version) – 3:39

## Medverkande
Musiker
- Petri Lindroos – growl, gitarr, slagverk
- Markus Toivonen – gitarr, sång, körsång, bouzouki, slagverk
- Sami Hinkka - basgitarr, sång, körsång, dulcimer, slagverk
- Netta Skog - dragspel, sång, körsång
- Janne Parviainen – trummor

Bidragande musiker
- Vince Edwards - körsång
- Mikko P. Mustonen - orkestrering
- Lassi Logrén - nyckelharpa, violin
- Emmi Silvennoinen - keyboard (DVD)

Produktion
- Anssi Kippo – producent, inspelningstekniker, mixning, mastering, musikarrangemang
- Aku Silvennoinen – inspelningstekniker
- Toni Salminen – DVD-regissör
- Vince Edwards – DVD-redaktör
- Netta Skog – undertexter
- Andy Whittle – korrekturläsning
- Gyula Havancsák – omslagskonst, design
- Tuomas Tahvanainen – logotyp
- Mikael "Routa" Karlbom – foto